# Akhmed Tazhudinov
Akhmed Tazjudinov (født 2003) er en russisk-født bahrainisk bryder, der konkurrerer i fristil.
Han repræsenterede Bahrain ved Sommer-OL 2024 i Paris, hvor han vandt guld i 97-kilosklassen.